# جوش وودز (لاعب كرة قدم)
جوش وودز (بالإنجليزية: Josh Woods)‏ هو لاعب كرة قدم بريطاني، ولد في 5 يوليو 2000.